# Navigationsschule
Navigationsschulen waren im 18. und 19. Jahrhundert deutsche Lehranstalten, auf denen sich Seefahrer der Handelsschifffahrt nach einer Fahrzeit von 33 Monaten zum Steuermann oder Kapitän ausbilden lassen konnten. 

## Geschichte
Als erste öffentliche deutsche Navigationsschule wurde 1749 die Seefahrtschule Altona (vgl. auch: Navigationsschule (Hamburg)) gegründet. 1756 wurde die Navigationsschule in Stettin gegründet. 1782 folgte die Gründung einer Navigationsschule in Emden.
In Lübeck gründete die Gesellschaft zur Beförderung gemeinnütziger Tätigkeit 1808 eine Navigationsschule, die 1825 von der Freien und Hansestadt Lübeck übernommen wurde. Bereits 1826 bezog die Lübecker Navigationsschule ihr neues Gebäude beim Kaisertor auf den Wallanlagen. Staatliche Prüfungsordnungen regelten den Erwerb des Steuermanns- und Kapitänspatents, zum Beispiel die Bekanntmachung, betreffend die Prüfung von Steuerleuten auf Lübeckischen Schiffen Nr. 14 vom 31. März 1827. In Memel war von 1829 bis 1889 die östlichste deutsche Navigationsschule. 1832 folgte die Gründung eines Lehrinstituts in Elsfleth, der späteren Navigationsschule. 1841 wurde die Navigationsschule in Papenburg gegründet und 1846 die Großherzogliche Mecklenburgische Navigationsschule. Die Navigationsschule in Flensburg, die nördlichste deutsche, staatliche Navigationsschule, entstand in den 1870er Jahren.
Neue Ausbildungs- und Prüfungsvorschriften für die deutsche Seeschifffahrt wurden 1925 von der Reichsregierung in Kraft gesetzt. Die Bezeichnung Navigationsschule wurde in Seefahrtschule umgewandelt.
Die Seefahrtschulen in der Bundesrepublik Deutschland wurden in den Ländern mit Seefahrtschulen (Bremen, Hamburg, Niedersachsen, Schleswig-Holstein) durch das Abkommen zur Vereinheitlichung auf dem Gebiet des Fachhochschulwesens vom 30./31. Oktober 1968 in den Fachschulbereich mit der allgemeinen Bezeichnung „Fachschule für Seefahrt“ und in den entsprechenden Fachbereich einer Fachhochschule oder auch als selbständige Hochschulform mit der Bezeichnung „Fachhochschule für Seefahrt“ aufgeteilt.